# 존 홉크로프트
존 에드워드 홉크로프트(John Edward Hopcroft, 1939년 10월 7일 ~ )는 미국의 이론 컴퓨터 과학자이다. 계산 이론(이른바 신데렐라 북)과 자료구조에 관한 그의 교과서는 이 분야에서 표준으로 간주된다. 코넬 대학교의 교수로 재임 중이며 상하이 자오퉁 대학의 컴퓨터 과학의 존 홉크로프트 센터의 임원이다.

## 수상
- 1986. 튜링상
- 1989. National Academy of Engineering 멤버
- 1994. ACM 펠로
- 2005. Harry H. Goode Memorial Award
- 2008. Karl Karlstrom Outstanding Educator Award
- 2010. IEEE John von Neumann Medal
- 2016. Friendship Award (China)